# Slaterocoris ambrosiae
Slaterocoris ambrosiae är en insektsart som först beskrevs av Knight 1938.  Slaterocoris ambrosiae ingår i släktet Slaterocoris och familjen ängsskinnbaggar. Inga underarter finns listade i Catalogue of Life.